# Dziecięcy Zespół Pieśni i Tańca „Mikulczyce”
Dziecięcy Zespół Pieśni i Tańca „Mikulczyce” został założony w 1951 roku przez Janinę i Józefa Kolka.
W roku 1986 Zespół symbolicznie zakończył działalność zdejmując tablicę z napisem: Dziecięcy Zespół Pieśni i Tańca „Mikulczyce”.

## Historia Zespołu
DZPiT „Mikulczyce” został założony jako świetlica dla dzieci i młodzieży przy PGR „Nowy Dwór” w Zabrzu. Już w krótkim czasie udało się rodzinie Kolek z dziećmi Bogusławem, Iwoną i Januszem przy pomocy pierwszych z PGR-u wywodzących się uczestników i rodziców stworzyć Zespół, którego pierwszy występ odbył się 1 maja 1952 r. W ciągu pierwszego dziesięciolecia zespół z tańcem i piosenką dotarł do prawie wszystkich części Polski, występując w 78 miastach i miejscowościach np. w Warszawie, w Katowicach, w Zabrzu, w Sopocie. Koncert galowy z okazji dziesięciolecia DZPiT „Mikulczyce”, odbywający się 26 września 1962 roku w DMiT w Zabrzu, był 621 występem w historii istnienia zespołu. Sukces koncertu galowego ukierunkował dalszą drogę zespołu. Repertuar został wzbogacony nowymi programami folklorystycznymi oraz harcerskimi. Profesjonalne wykonawstwo przez członków dynamicznie rozwijającego się zespołu, otwarło drzwi na ważniejsze festiwale i koncerty w kraju, co kwalifikowało zespół do licznych wyjazdów za granicę. Z pierwszego wyjazdu na Węgry zespół wrócił, zdobywając pierwsze miejsce. W latach siedemdziesiątych działalność zespołu (ponad 1000 występów w historii zespołu) sięgnęła zenitu.

## SzczepDrużyn Artystycznych
W czerwcu 1960 r. zespół dołączył do szeregów ZHP i stał się Szczepem Drużyn Artystycznych ZHP pod patronatem Komendy Hufca ZHP w Zabrzu. Komendantem Szczepu i kierownikiem zespołu został Bogusław Kolek, najstarszy syn Janiny i Józefa. DZPiT „Mikulczyce” Szczep Drużyn Artystycznych przygotował obok dalszych programów folklorystycznych również programy związane z harcerstwem np. „Wszystko co nasze Polsce oddamy” (1961), „Dzień na obozie” (1963), „Harcerski zew” (1965).
Do występów DZPiT „Mikulczyce” doszły koncerty i festiwale związane z organizacją ZHP, np. coroczny przegląd Szczepów ZHP; koncerty z okazji zjazdów ZHP w Warszawie, w Katowicach i w Zabrzu; festiwale Harcerskie w Kielcach. Działalność w ZHP to nie tylko występy. Komendant Szczepu był aktywny również w życiu Komendy Hufca w Zabrzu, organizował obozy, zloty ZHP i inne akcje harcerskie. Za przykładową pracę organizacyjną i artystyczną Komendant hm. Bogusław Kolek, jak i Szczep Drużyn Artystycznych przy DZPiT „Mikulczyce” otrzymali najwyższe odznaczenie ZHP Krzyż „Za Zasługi dla ZHP” (1966). W roku 1967 hm. Bogusław Kolek został komendantem Hufca ZHP w Zabrzu. Szczep Drużyn Artystycznych otrzymał od władz miejskich medal i tytuł „Zasłużonemu dla miasta Zabrza”.
Obozy harcerskie: Ogólnopolski zlot ZHP – Pola Grunwaldu(1960); Obóz „Zamonit”; Międzynarodowa Akcja Letnia „MALTA” w Chorzowie, Akcja „Aurora”. Na obozach w kraju i za granicą Szczep Drużyn Artystycznych nawiązuje kontakty z innymi Szczepami i Zespołami, z których powstaje stała przyjaźń (Gawęda, Słoneczni, ZPiT „Lublin”, HZPiT „Dzieci Płocka”).

## Ognisko Pracy Pozaszkolnej nr 1
W roku 1962 DZPiT „Mikulczyce” uzyskał status Ogniska Pracy Pozaszkolnej. Status OPP zapewnił dzieciom i młodzieży oprócz edukacji artystycznej tańca i śpiewu, inne zajęcia w zorganizowanej formie. Dla zespołu oznaczało to obok patronatu Komendy Hufca w Zabrzu dodatkową pomoc ze strony oświaty i kultury miasta Zabrza. Placówka OPP Nr 1 w Zabrzu-Mikulczycach zapewniła do dziś atrakcyjne zajęcia dla dzieci i młodzieży. Kółka o profilu artystycznym(Zespół Tańca Ludowego, Zespół Taneczny „Mak”) i rekreacyjno-sportowym. Idea założycieli Dziecięcego Zespołu Pieśni i Tańca „Mikulczyce” Janiny i Józefa Kolek przetrwała do chwili obecnej.

## Repertuar
Do repertuaru zespołu należą polskie tańce narodowe, jak krakowiak, kujawiak, polonez, oberek, mazurek, oraz pieśni i tańce ludowe z różnych regionów kraju(Górnego Śląska, Kaszub, Wielkopolski, Lubelszczyzny, Opolszczyzny, Beskidu Śląskiego, Rzeszowa) i z zagranicy(Ukrainy). Harcerskie programy artystyczne „Wszystko co nasze Polsce oddamy”, „Dzień na obozie”, „Harcerski zew”.

## Stroje
DZPiT „Mikulczyce” występuje w oryginalnych strojach ludowych. Stroje ludowe stanowią bardzo wysoką wartość dla kultury. Dzięki sukcesom i wyróżniającej pracy artystycznej DZPiT „Mikulczyce” otrzymał w 1971 roku w darze od zabrzańskiego Oddziału WSS „Społem” stroje ludowe.

## Wyjazdy i występy w Polsce i za granicą
- Występy w Warszawie: Belweder (Ogólnopolski Dzień Dziecka), Sala Kongresowa, Teatr Wielki (w ramach IV Zjazdu ZHP)
- Ogólnopolskie Dożynki Centralne: Warszawa(1968); Leszno(1977); Olsztyn(1978)
- I Harcerski Festiwal Kultury Młodzieży Szkolnej „Kielce” (1974) (II miejsce)
- IV Harcerski Festiwal Kultury Młodzieży Szkolnej „Kielce” (1978)
- Międzynarodowy Festiwal Folklorystyczny w Balatonföldvár Węgry (I miejsce)(1965)
- Miasto Poruba w Czechosłowacji(1965)
- Francja(1966)
- NRD, obóz pionierski we Friedrichsbrunn (Harz)
- Czechosłowacja, koncert Przyjaźni transmitowany przez Interwizję
- Francja(1974), Paryż, tu odbywa się wielki Koncert „Na rzecz Pokoju i Przyjaźni wszystkich dzieci świata” (III miejsce po ZSRR i Argentynie)
- ZSRR (1977), Mińsk, Mogilew i Lenino – Pociąg Przyjaźni

## Zespoły zaprzyjaźnione
- Zespół Gawęda
- Harcerski Zespół Pieśni i Tańca „Dzieci Płocka”
- Harcerski Zespół Artystyczny Słoneczni
- Zespół Pieśni i Tańca „Lublin” im. Wandy Kaniorowej

## Nagrody i wyróżnienia
- Krzyż „Za Zasługi dla ZHP” (1967)
- Złota odznaka „Harcerskiej Służby Ziemi Śląskiej”
- Nagroda Wojewódzka Komisji Kultury WRN
- Medal „Za Zasługi dla Miasta Zabrza”
- Doroczna nagroda Wojewody „Za wybitne osiągnięcia w działalności kulturalnej i artystycznej”
- Sztandar dla Zespołu i Szczepu – ufundowany przez Komendę Chorągwi ZHP
- Dyplom Ministra Kultury i Sztuki za III Miejsce w II Festiwalu Muzyki Polskiej (po „Mazowszu” i „Śląsku”)
- Dyplom Międzynarodowego Festiwalu Zespołów artystycznych na Węgrzech
- Dyplom Kuratorium Oświaty w Katowicach i Wydziału Oświaty w Zabrzu za doroczne eliminacje zespołów artystycznych